# Verónica Ramos
Ana Verónica Ramos Morales (La Paz, Bolivia) es una economista, docente universitaria y ex gerente general boliviana del BDP. Fue la ministra de Desarrollo Productivo y Economía Plural de Bolivia desde el 23 de enero de 2015 hasta el 23 de enero de 2017, durante el tercer gobierno del presidente Evo Morales Ayma.

## Biografía
Verónica Ramos nació en la ciudad de La Paz, Bolivia. Es hija del reconocido economista, escritor y ex prefecto del Departamento de La Paz Pablo Ramos Sánchez. En 1983, ingresó a la Facultad de economía de la Universidad Mayor de San Andrés (UMSA), graduándose como economista en 1988. 
En 1994, Ramos se graduó como magíster en desarrollo agrario (CIDES-UMSA) 
Ramos participó también en varios trabajos de investigación de diferentes instituciones relacionadas al ámbito de la economía. Antes de ser ministra, ocupó el cargo de gerente general del Banco de Desarrollo Productivo durante los años 2012, 2013 y 2014.

### Ministra de Desarrollo Productivo (2015-2017)
El 22 de enero de 2015, el presidente de Bolivia Evo Morales Ayma posesiona a Verónica Ramos como la nueva ministra de ministra de Desarrollo Productivo y Economía Plural del país, reemplazando en el cargo a Ana Teresa Morales Olivera.
En mayo de 2015, panificadores de la ciudad de La Paz y El Alto, inician un cese de actividades, paralizando en la elaboración de panes y de esa manera haciendo escasear el pan de batalla en la sede de gobierno de Bolivia. La ministra Ramos indicó siempre que el paro es injustificado ya que el objetivo de los panificadores era el de elevar a 50 Ctvs. por unidad de pan. Sin embargo a pesar del problema, EMAPA vendió pan a la ciudadanía al precio de 40 Ctvs. la unidad, la cual fue elaborado por soldados de unidades militares por orden del ministerio de Defensa de Bolivia.
En junio de 2015, los productores de carne (más comúnmente llamado carniceros) paralizan el faeno de carne, lo cual es llevada a las principales ciudades del país para consumo de la ciudadanía. Ramos permaneció en el cargo de ministra por dos años hasta su salida del 23 de enero de 2017, entregando el ministerio a su sucesor Eugenio Rojas Apaza. 
El 6 de marzo de 2017, el ministro de la presidencia de Bolivia René Martínez Callahuanca posesionó a Verónica Ramos en el cargo de directora de la Oficina Técnica para el Fortalecimiento de la Empresa Pública (OFEP), dependiente del Ministerio de la Presidencia.
| Predecesor: Ana Teresa Morales | Ministra de Desarrollo Productivo y Economía Plural de Bolivia 23 de enero de 2015 - 23 de enero de 2017 | Sucesor: Eugenio Rojas Apaza |